# Джордон Айб
Джордон Айб (англ. Jordon Ibe, нар. 8 грудня 1995, Бермондзі, Лондон, Англія) — англійський футболіст, півзахисник клубу «Дербі Каунті».

## Клубна кар'єра

### Ранні роки
Народився 8 грудня 1995 року в місті Бермондзі. Вихованець юнацьких команд футбольних клубів «Чарльтон Атлетик» та «Вікомб Вондерерз».
У дорослому футболі дебютував 2011 року виступами за команду клубу «Вікомб Вондерерз», в якій провів один сезон, взявши участь лише у 7 матчах чемпіонату.

### «Ліверпуль»
Своєю грою за цю команду привернув увагу представників тренерського штабу клубу «Ліверпуль», до складу якого приєднався 2012 року.
З 2014 по 2015 рік на правах оренди грав у складі команд клубів «Бірмінгем Сіті» та «Дербі Каунті».

## Виступи за збірні
2012 року дебютував у складі юнацької збірної Англії, взяв участь у 8 іграх на юнацькому рівні, відзначившись 4 забитими голами.
З 2014 року залучається до складу молодіжної збірної Англії.